# Cementerio de Noraduz
El cementerio de Noraduz  (en armenio: Նորատուսի գերեզմանատուն) también llamado Noratus es un cementerio medieval con un gran número de jachkares situados en el pueblo de Noraduz, en la provincia de Geghark'unik', cerca de Gavar y el lago Sevan, a 90 km al norte de Ereván en Armenia. El cementerio tiene la mayor concentración de jachkares en la República de Armenia, unos 728. En la actualidad es el cementerio más grande que sobrevive con jachkares después de la destrucción de estos en la antigua  Julfa, Najicheván por parte del gobierno de Azerbaiyán.

## Jachkares

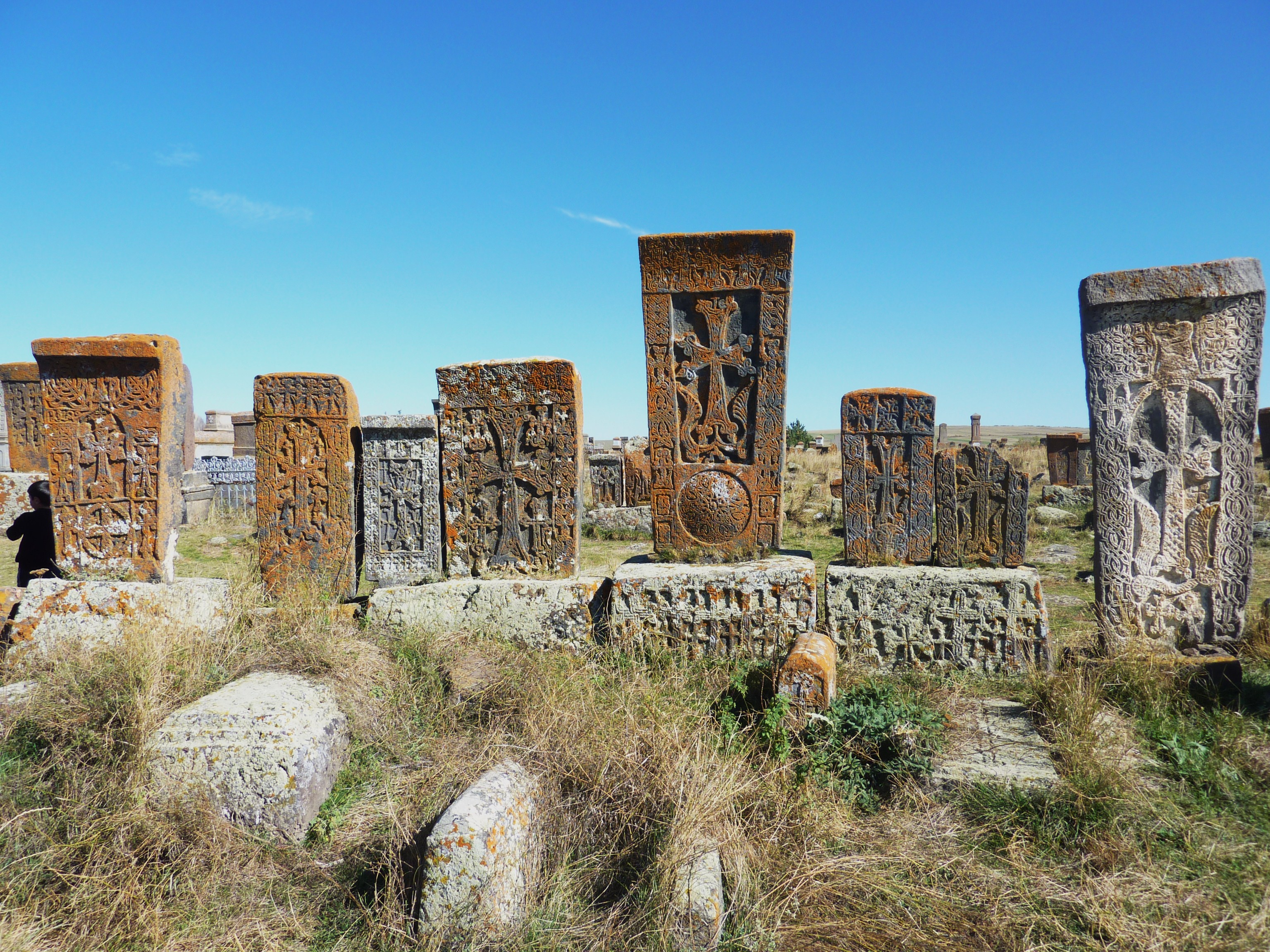
Conjunto de jachkares

Los jachkares más viejos del cementerio datan de finales del siglo X. Durante la recuperación de la tradición de las jachkars en los siglos XVI-XVII, muchos de ellos fueron construidos bajo el yugo del Império safávida, cuando las influencias orientales se mezclaban con el arte armenio. Había tres maestros en este arte en aquellos momentos, el más notable de los cuales era Kiram Kazmogh (1551-1610); sus contemporáneos fueron Arakel y Meliset. El cementerio se extiende sobre unas siete hectáreas con casi un centenar de jachkares, cada uno de los cuales con una ornamentación única. La  mayoría están cubiertos de moho y líquenes. Varias tumbas de cementerio describen escenas grabadas de matrimonios y vida de granja. Junto al cementerio viejo se ha instalado uno nuevo separado por una larga valla. Cerca del cementerio, en el pueblo, se encuentra la iglesia de la Virgen María construida en el siglo IX.
Uno de los jachkares fue donado al Museo Británico en 1977 por el catholicos Vazgen I, máxima autoridad de la iglesia armenia entre los años 1955 y 1994. The front face of the rectangular khachkar has a leaved-cross with two smaller crosses below that are framed with trefoil and bunches of grapes projecting from either side. An inscription on the left side seeks god's mercy for a certain Aputayli.

## Folclore

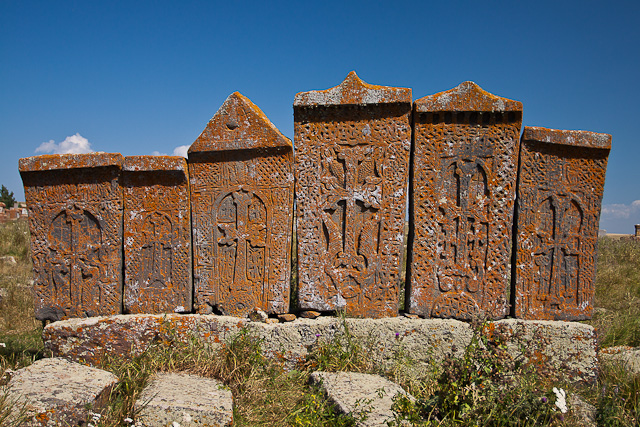
Cementerio de Noratus

Una historia popular asociada con el cementerio concierne al ejército invasor de Tamerlán. Se dice que los aldeanos colocaron cascos sobre los jachkares para que parecieran soldados en defensa de la localidad, haciendo que las tropas de Tamerlán retrocedieran.
En otra historia popular, el monje del siglo XIX llamado Ter Karapet Hovhanesi-Hovakimyan, de un monasterio cercano, acompañaba servicios funerarios a Noraduz; para evitar las dos horas de camino entre el cementerio y el monasterio se construyó una pequeña celda en Noraduz. Cuando tenía 90 años, pidió a sus hermanos monjes que lo enterraran vivo. Sus últimas palabras fueron: "No temo a la muerte. No deberíais tener miedo tampoco. Nunca he temido a nada, solo a Dios. Dejad que alguien con miedo me acompañe. Que vierta agua sobre la lápida, se beba el agua, se lave la cara, el pecho, los brazos y las piernas. Entonces, que rompa la vasija que contiene el agua. El miedo le abandonará en ese instante". Actualmente, hay gente que se acerca a la tumba del monje para repetir el ritual, dejando trozos de vidrio rotos dispersos por todas partes.

## Véase también

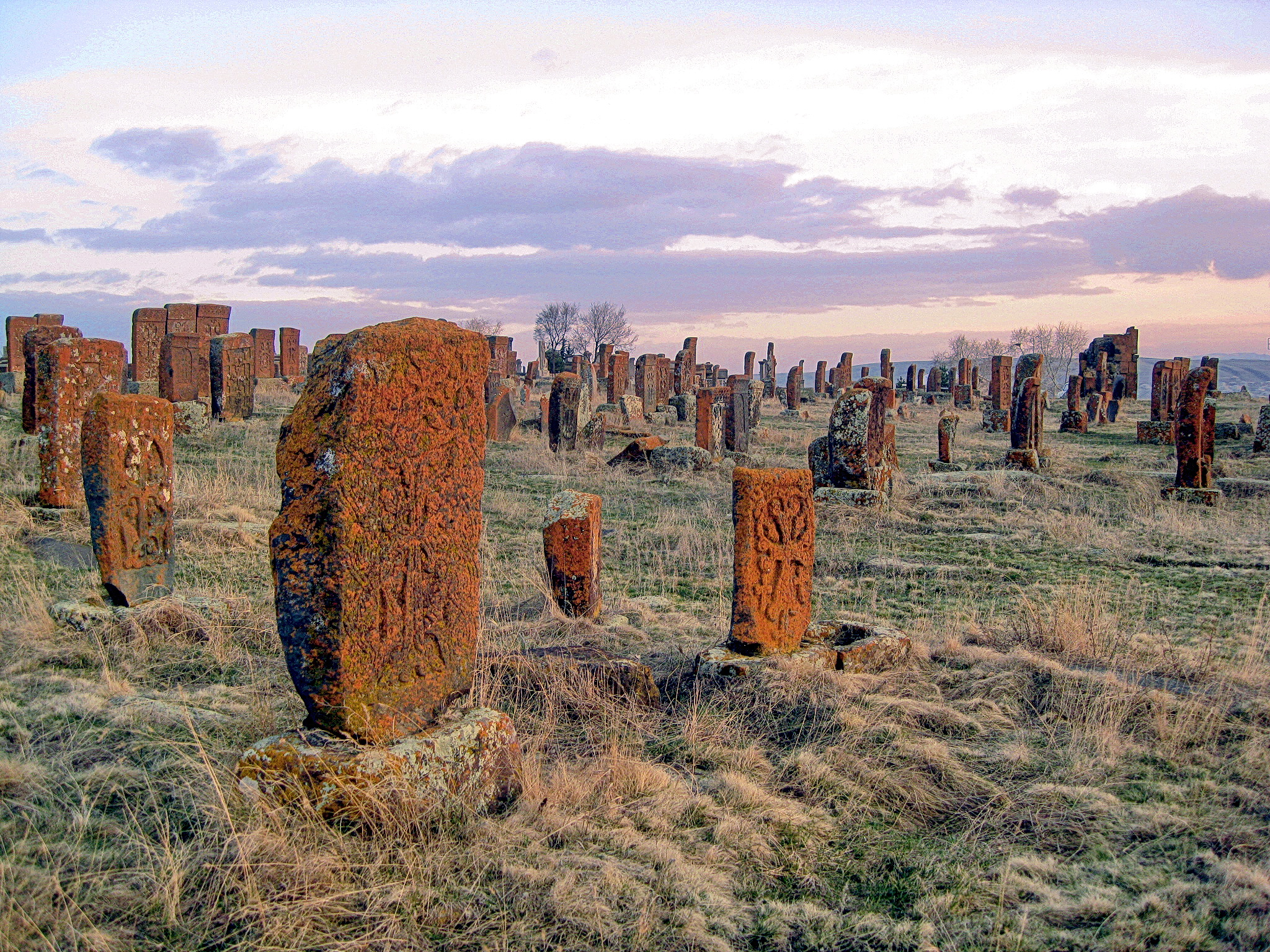
Jachkares en Noratus